# Stepa
Stepa je v fizični geografiji ekoregija, za katero so značilne velike s travo poraščene ravnine brez dreves, ta pa uspevajo le ob vodnih telesih. V stepi lahko, po klasifikaciji organizacije WWF, najdemo tako biome gorskih travišč in grmičevja kot tudi biome travnikov, savan in grmičevja zmernih geografskih širin. Tla so iz črnozjomov. Poimenovanje za stepo izhaja iz ruskega poimenovanja.
Stepa je lahko polsuha ali poraščena, vegetacija pa je odvisna od letnega časa in od zemljepisne širine. Izraz 'stepsko podnebje' označuje tip podnebja, ki je presuho za uspevanje gozda in obenem premokro za puščavske pogoje. Najpogostejše je polsušno ali celinsko podnebje. Poleti lahko beležimo vročinske ekstreme do 45 °C, pozimi pa do −55 °C. Poleg velikih temperaturnih nihanj med letnimi časi je tudi velika temperaturna razlika med dnevom in nočjo. Za stepe srednje zemljepisne širine so značilna vroča poletja in mrzle zime, v povprečju pade 250–510 mm padavin na leto. Zgolj količina padavin ne opredeljuje stepskega podnebja; pomembno vlogo igra tudi potencialna evapotranspiracija.